# Пјани ди Артавађо
Пјани ди Артавађо је насеље у Италији у округу Леко, региону Ломбардија.
Према процени из 2011. у насељу је живело 5 становника. Насеље се налази на надморској висини од 1646 м.